# 벵겔라

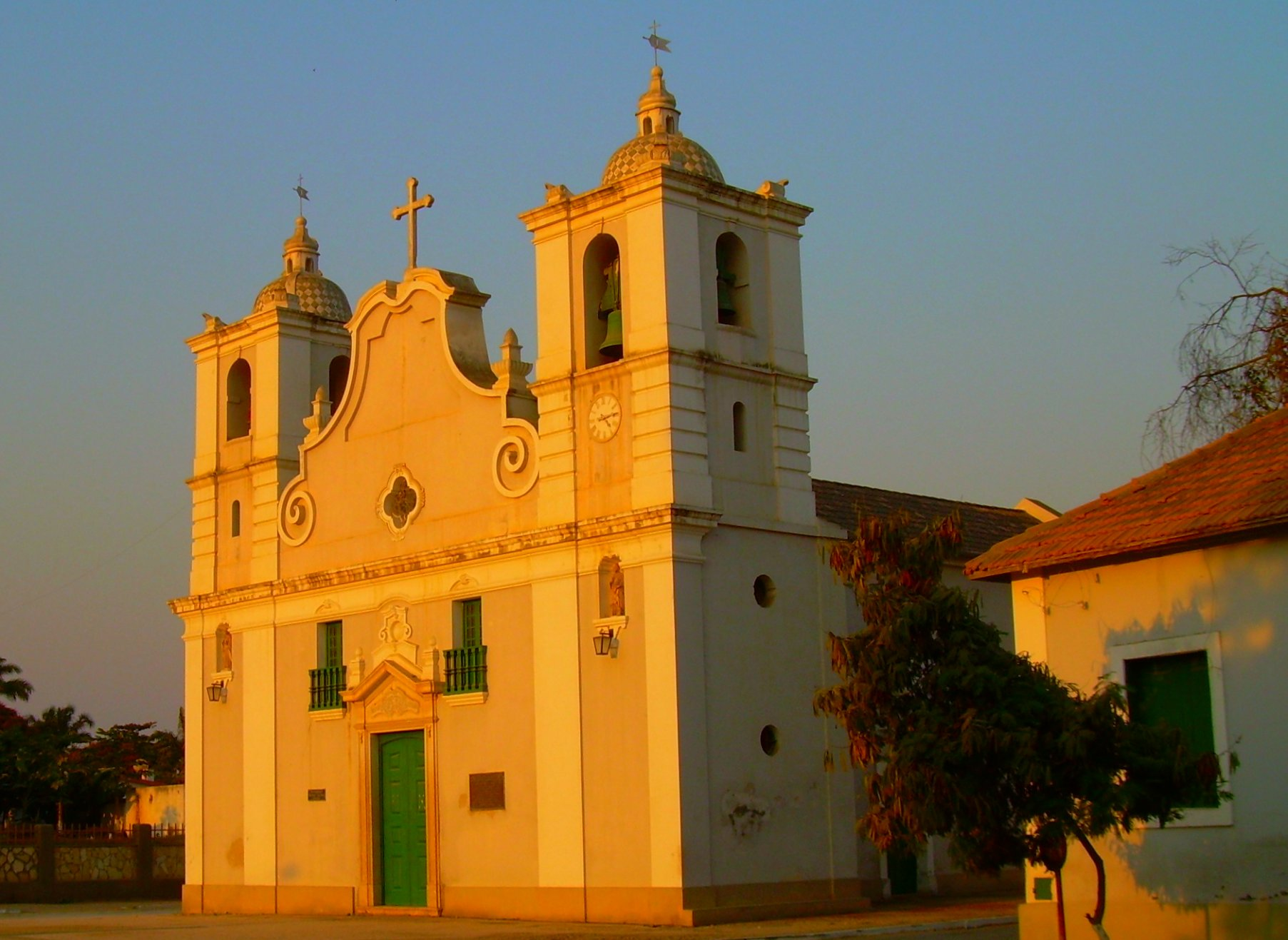
뱅겔라의 성당

벵겔라(Benguela)는 아프리카 남서부 앙골라 서안에 있는 항구 도시로, 벵겔라주의 주도이다. 1617년에 만들어졌으며 노예 무역의 일대 중심지였다. 커피, 고무 등을 수출한다.